# دانيال كورنيليوس دانييلسن
دانيال كورنيليوس دانييلسن (بالنرويجية البوكمول: Daniel Cornelius Danielssen)‏‏ (4 يوليو 1815 في برغن - 13 يوليو 1894 في برغن) طبيب، وسياسي، وعالم حيواني من الدنمارك-النرويج.

## الجوائز
- نيشان القديس أولاف من رتبة قائد
- دكتوراة فخرية من جامعة كوبنهاغن